# Ставруда Фратева
Ставруда Янкова Фратева е българска актриса. Тя е една от първите български филмови актриси.
Започва театралната си дейност в любителския театър в Пловдив. Дебютната ѝ роля е на Лукреция Борджия в едноименната постановка от Виктор Юго в трупата на Бойкинов в Пловдив. По-късно работи в софийския театър „Основа“, „Съвременен театър“, Драматичен театър Варна, Първи работнически театър в Пловдив, Народния театър. През 1915 г. играе на сцената на Драматичен театър Русе. В периода 1922-1923 и 1934-1935 г. – в „Кооперативен театър“. От 1923 до 1928 г. е в Драматичен театър Плевен.

## Роли
- Малама – „Вампир“ на Антон Страшимиров
- Костанда – „Свекърва“ на Антон Страшимиров
- Дулска – „Моралът на госпожа Дулска“ на Г. Заполска[1]
- Лукреция Борджия - „Лукреция Борджия“ на Виктор Юго

## Филмография
| Година | Филми                       | Роля     |
| ------ | --------------------------- | -------- |
| 1943   | Сватба                      |          |
| 1940   | Те победиха                 | Злата    |
| 1928   | Весела България             |          |
| 1927   | Човекът, който забрави Бога | Катерина |
| 1921   | Лиляна                      |          |
| 1918   | Децата на Балкана           |          |